# Victor Ofenheim von Ponteuxin
Victor Ofenheim von Ponteuxin (n. 18 noiembrie 1820, Viena, Imperiul Austriac – d. 11 octombrie 1886, Viena, Austro-Ungaria) a fost un industriaș austriac și consul general onorific pentru Imperiul Persan.

## Vezi și
- Palais Ofenheim
- Gara Botoșani

## Legături externe
- Das Palais Ofenheim und sein Erbauer Arhivat în 14 martie 2016, la Wayback Machine. (PDF; 226 kB)

1. ↑  Wer einmal war. Das jüdische Großbürgertum Wiens 1800-1938 L–R[*], p. 2498 Verificați valoarea |titlelink= (ajutor)
2. ↑  Wer einmal war. Das jüdische Großbürgertum Wiens 1800-1938 L–R[*], p. 2498–2500 Verificați valoarea |titlelink= (ajutor)
3. ↑  Czech National Authority Database, accesat în 1 martie 2022